# Willem II Tilburg
Willem II Tilburg, holenderski klub piłkarski z siedzibą w mieście Tilburg, założony jako Tilburgia 12 sierpnia 1896 roku, 12 stycznia 1898 roku nazwę zmieniono na Willem II, na cześć króla Holandii Wilhelma II (panował w latach 1840-1849). Willem II to trzykrotny mistrz Holandii z lat 1916, 1952 i 1955 oraz dwukrotny zdobywca Pucharu Holandii z lat 1944 i 1963. W 1999 Willem II zajął 2. miejsce w lidze, dzięki czemu wystąpił w fazie grupowej Ligi Mistrzów, w której zajął ostatnie miejsce. W sezonie 2008/2009 uplasował się na 12. pozycji w Eredivisie. W sezonie 2010/2011 spadł do drugiej ligi, zajął ostatnie 18.miejsce w lidze.

## Europejskie puchary
Legenda do wszystkich tabel:
- Q – runda eliminacyjna, 1/16, 1/8, 1/4, 1/2 – odpowiednia faza rozgrywek, Grupa – runda grupowa, 1r gr – pierwsza runda grupowa, 2r gr – druga runda grupowa, F – finał, R – runda, PO – play-off
- k. – rzuty karne, los. – losowanie, Dogr. – dogrywka, w. – zasada bramek strzelonych na wyjeździe

| Sezon     | Rozgrywki                 | Runda         | Przeciwnik             | Dom     | Wyjazd  | Ogólnie    |
| --------- | ------------------------- | ------------- | ---------------------- | ------- | ------- | ---------- |
| 1963/64   | Puchar Zdobywców Pucharów | 1R            | Manchester United      | 1–1     | 1–6     | 2–7        |
| 1998/99   | Puchar UEFA               | 1R            | Dinamo Tbilisi         | 3–0     | 3–0     | 6–0        |
| 1998/99   | Puchar UEFA               | 2R            | Real Betis             | 1–1     | 0–3     | 1–4        |
| 1999/2000 | Liga Mistrzów             | 1r gr Grupa G | Spartak Moskwa         | 1–3     | 1–1     | 4. miejsce |
| 1999/2000 | Liga Mistrzów             | 1r gr Grupa G | Girondins Bordeaux     | 2–3     | 0–0     | 4. miejsce |
| 1999/2000 | Liga Mistrzów             | 1r gr Grupa G | Sparta Praga           | 3–4     | 0–4     | 4. miejsce |
| 2002      | Puchar Intertoto          | 2R            | FC Sankt Gallen        | 1–0     | 1–1     | 2–1, Dogr. |
| 2002      | Puchar Intertoto          | 3R            | Krylja Sowietow Samara | 2–0     | 1–3     | 3–3, w.    |
| 2002      | Puchar Intertoto          | 1/2           | Málaga CF              | 0–1     | 1–2     | 1–3        |
| 2003      | Puchar Intertoto          | 2R            | FC Wil                 | 2–1     | 1–3     | 3–4        |
| 2005/06   | Puchar UEFA               | 1R            | AS Monaco              | 1–3     | 0–2     | 1–5        |
| 2020/21   | Liga Europy               | 2Q            | Progrès Niedercorn     | 5–0 (W) | 5–0 (W) | 5–0 (W)    |
| 2020/21   | Liga Europy               | 3Q            | Rangers                | 0–4 (D) | 0–4 (D) | 0–4 (D)    |